# 瑪麗亞·特麗莎大公夫人 (盧森堡)
玛丽亚·特雷莎大公夫人（Maria Teresa，1956年3月22日—），是古巴西班牙裔夫妇何塞·安东尼奥·梅斯特和玛丽亚·特雷莎·巴蒂斯塔——法拉德梅斯特雷夫妇的女儿，生于哈瓦那。

## 生平
1959年10月的革命期间，玛丽亚·特雷莎随父母离开了古巴，全家迁往纽约。1965年，全家在西班牙桑坦德的家中生活了几个月后，又迁往日内瓦，最终在日内瓦定居。1980年玛丽亚·特雷莎毕业于日内瓦大学政治学专业。在日内瓦大学，她遇到了未来的丈夫盧森堡大公儲亨利王子。1981年2月14日，玛丽亚·特雷莎嫁给了亨利王子，即后来的卢森堡大公。
自从丈夫2000年10月7日即位后，玛丽亚·特雷莎成为卢森堡大公夫人。自1997年6月10日起，大公夫人担任联合国教科文组织的亲善大使，积极推广女子和妇女的教育，并发放微额贷款。作为数家人道主义组织的主席，玛丽亚·特雷莎大力支持妇女独立运动，保护妇女的权利。因此，大公夫人对于任何以提高妇女儿童及其家庭的生活质量为目的的教育项目，均深表支持，并愿意提供微额贷款。
大公夫人是“亨利大公和玛丽亚·特雷莎大公夫人基金会”的荣誉会长。“亨利大公和玛丽亚·特雷莎大公夫人基金会”致力于救助在生理、心理和精神方面需要帮助的卢森堡人民和在学习上有困难的儿童，同时支持爱心救助发展项目。大公夫人也是卢森堡红十字会的会长和卢森堡癌症基金会的会长。
2006年7月13日，大公夫人在纽约获得2006年度“和平之路”奖。每年，这一奖项颁发给为人道主义和社会事务做出突出贡献的公众人物。列赫·瓦文萨、科菲·安南和比利时国王博杜安都曾经获得这一奖项。

## 荣誉

### 卢森堡勋章奖章
- 拿騷王室金獅勳章（英语：Order of the Gold Lion of the House of Nassau）
- 拿騷的阿道夫大十字勳章（英语：Order of Adolphe of Nassau）

### 外国勋章奖章
- 卡洛斯三世大十字勋章（西班牙语：Orden de Carlos III）（西班牙，2001年5月11日批准[2]）
- 大象勋章（丹麦，2003年10月20日[3]）
- 基督大十字勋章（葡萄牙語：Ordem Militar de Cristo）（葡萄牙，2005年5月6日公布[4]）
- 圣雅各之剑大十字勋章（葡萄牙語：Ordem Militar de Sant'Iago da Espada）（葡萄牙，2010年9月7日公布[4]）
- 恩里克王子大十字勋章（葡萄牙語：Ordem do Infante D. Henrique）（葡萄牙，2017年5月23日公布[4]）
- 宝冠大绶章（日本，2017年11月21日公布[5]）